# Epidosis
Dans la Grèce antique, une epidosis (en grec ancien έπίδoσις ; donation) était une contribution volontaire que la cité sollicitait pour faire face à des dépenses extraordinaires.

## Histoire
À Athènes, en cas de besoin, les prytanes réunissaient l'ecclesia et exposaient aux citoyens la nécessité de recourir à ce type de contribution. Les volontaires se levaient et annonçaient les sommes qu'ils étaient prêts à offrir à la cité. Les noms de ces citoyens étaient inscrits sur une tablette déposée devant le monument des héros éponymes jusqu'à ce que leurs promesses soient tenues.
Ces dons volontaires pouvaient être très importants, notamment lors des guerres. Ainsi Pasion offrit-il mille boucliers ce qui représenterait une valeur totale de marchandise de 3 talents et 2000 drachmes et cinq trirèmes lors de la seconde confédération athénienne. 
Le terme, présent chez Platon dans Le Banquet, et le Théétète,, est traduit par « progrès ».